# Carl Zeiss
Карл Цайс (нім. Carl Zeiss) — німецький виробник оптичних систем і оптоелектроніки, заснований у Єні в 1846 році оптиком Карлом Цейсом. Разом з Ернстом Аббе (приєднався 1866 року) та Отто Шоттом (приєднався 1884 року) він заклав основи сучасної міжнародної компанії. Сучасна структура компанії сформувалася після об’єднання підприємств Carl Zeiss у Східній і Західній Німеччині та їх консолідації у 1990-х роках.
Zeiss працює у чотирьох основних бізнес-сегментах з приблизно однаковими обсягами доходів: індустріальні технології якості та наукові дослідження, медична техніка, споживчі ринки та технології виробництва напівпровідників. Компанія має 30 виробничих і близько 25 науково-дослідних центрів по всьому світу.
Carl Zeiss AG є холдинговою компанією усіх дочірніх підприємств Групи Zeiss, серед яких лише Carl Zeiss Meditec AG котирується на фондовій біржі. Carl Zeiss AG належить фонду Carl-Zeiss-Stiftung. Штаб-квартира групи Zeiss розташована на півдні Німеччини в невеликому місті Оберкохен, а другим за величиною та історичним (засновницьким) центром є Єна у східній Німеччині. Під контролем фонду Carl-Zeiss-Stiftung також перебуває виробник скла Schott AG, розташований у Майнці та Єні. Carl Zeiss є одним із найстаріших виробників оптики у світі.

## Історія

### Становлення компанії, 1846—1945

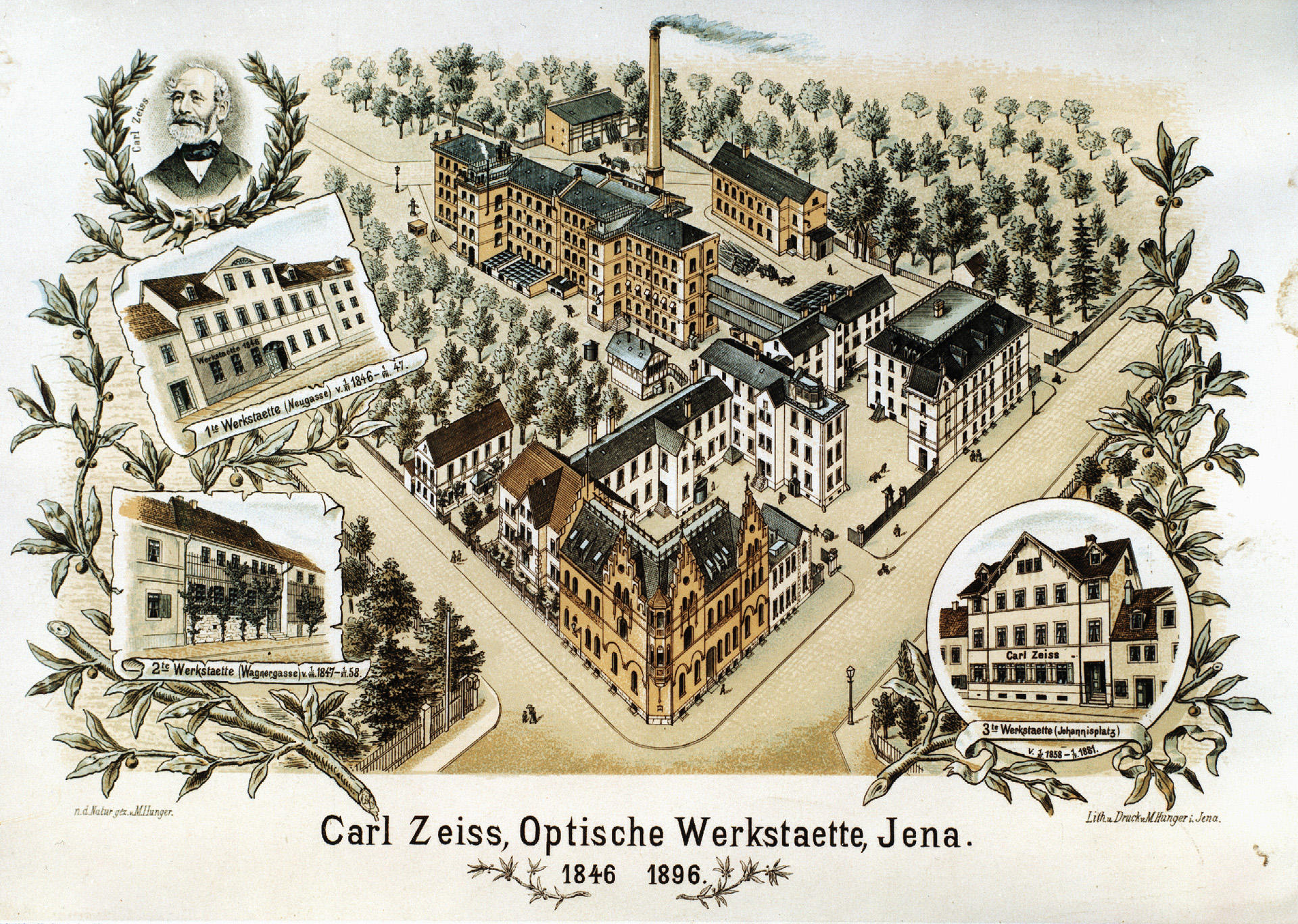
Майстерні на Нойгассе (1846–1847), на Вагнергассе (1847–1858), на Йоганнісплац (1858–1881) та перші будівлі головного заводу в Єні (з 1881 року), 1896

Майстер-механік Карл Цейс із Веймара відкрив у 1846 році майстерню з виготовлення точних механічних і оптичних приладів в Єні на Нойгассе, 7. Для цього він отримав «Концесію Великого Герцога на виготовлення і продаж механічних та оптичних інструментів». У 1847 році він узяв першим учнем Августа Лобера, який згодом став майстром заводу. Вже наприкінці того ж року в майстерні виготовляли перші прості мікроскопи. До 1852 року на підприємстві працювали десять осіб.
У 1860 році Карла Цейса призначили «університетським механіком». Проте він був незадоволений якістю своїх мікроскопів. Кожен прилад був унікальним. Хоча виробники вже мали певний досвід складання об'єктивів методом проб і помилок, не існувало наукового методу для попереднього розрахунку й оптимізації їхніх оптичних властивостей. Математик Фрідріх Вільгельм Барфус у 1850–1854 роках намагався розробити розрахунки для мікроскопічної оптики, однак безуспішно. Тому з 1866 року Цейс почав співпрацювати з фізиком Ернстом Аббе з Єнського університету. Після тривалих досліджень і невдач Аббе створив теорію мікроскопічної оптики. Таким чином, компанія Carl Zeiss стала першою у світі, здатною виробляти мікроскопи з точно розрахованими характеристиками, що стало початком її унікального успіху. Вже 1875 року на підприємстві працювало 60 осіб.
Однак Цейс і Аббе не змогли самостійно розв’язати задачу виготовлення спеціального оптичного скла, необхідного для нових типів оптики. Вони залучили до співпраці хіміка Отто Шотта, якого запросили до Єни. Після успішних експериментів із варіння скла для компанії Carl Zeiss вони заснували склозавод «Schott und Genossen» у Єні — нинішню компанію Schott AG. У 1875 році Карл Цейс запропонував своєму другові Ернсту Аббе стати співвласником фірми. Наступного року до компанії приєднався також Редеріх Цейс, старший син Карла Цейса. Карл Цейс помер у 1888 році, залишивши після себе підприємство з 327 працівниками та блискучими перспективами.

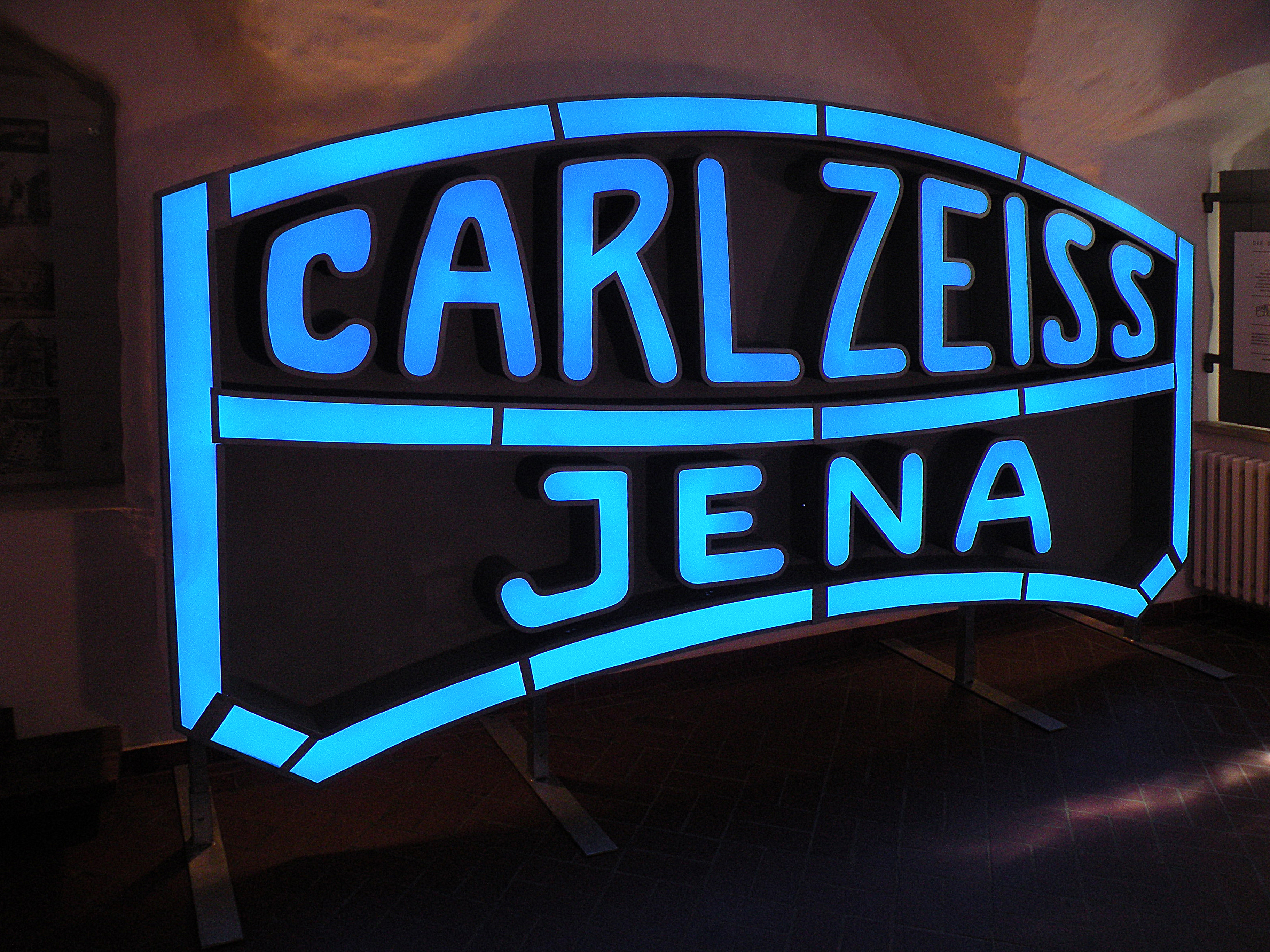
Історичний логотип компанії. Зберігається в міському музеї у вигляді вивіски з міського стадіону

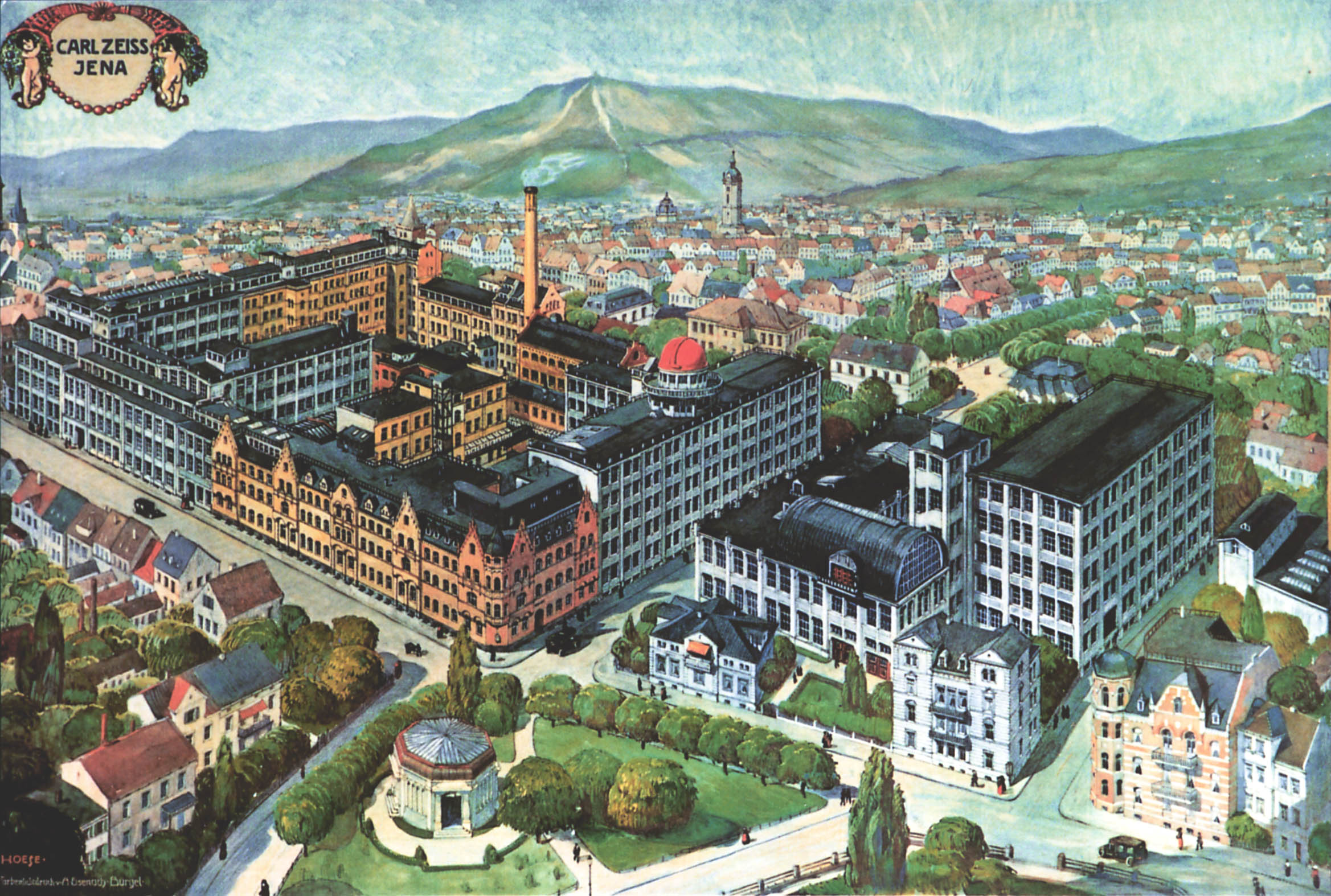
Головний завод Zeiss у Єні, близько 1910 року

Логотип фірми «Карл-Цайс-Єна» запропонував 1902 року керівник патентного відділу фірми Еміль Деніц. Логотип зображував назву фірми, вписану в креслення заднього двохлінзовому компонента широко відомого фотооб'єктива, розробленого Паулем Рудольфом, «Тессар».
Перед Першою світовою війною компанія пережила стрімке зростання, яке не зупинилося навіть після початку бойових дій. У періоди обох світових воєн компанія була одним із провідних німецьких виробників оптики для військових потреб. Зокрема, у 1912 році у Відні відкрили завод, для якого в роки війни 1916–1917 архітектор Роберт Ерлі звів чотириповерхову будівлю — завод Zeiss у Відні.
1924 року у оптичний завод Цайса в Єні побудував оптичний проєктор планетарій, який являв собою систему численних оптичних ліхтарів, що проєктують зображення зір і планет на півсферичний купол.
Після початкових суперечок із нацистським режимом компанія в 1930-х роках долучилася до модернізації Вермахту і фінансувала так звані расові дослідження в Єнському університеті. Далекоміри Carl Zeiss встановлювалися на важкі крейсери Крігсмаріне. За торговельної угоди 1940 року між  СРСР і  Німеччиною далекоміри і перископи Carl Zeiss для підводних човнів поставляли і в СРСР. Під час Другої світової війни компанія Zeiss використовувала тисячі примусових робітників, зокрема на головному підприємстві в Єні, а також на інших виробничих майданчиках і у дочірніх структурах.

### В розділеній Німеччині, 1945—1990

#### НДР: Carl Zeiss в Єні

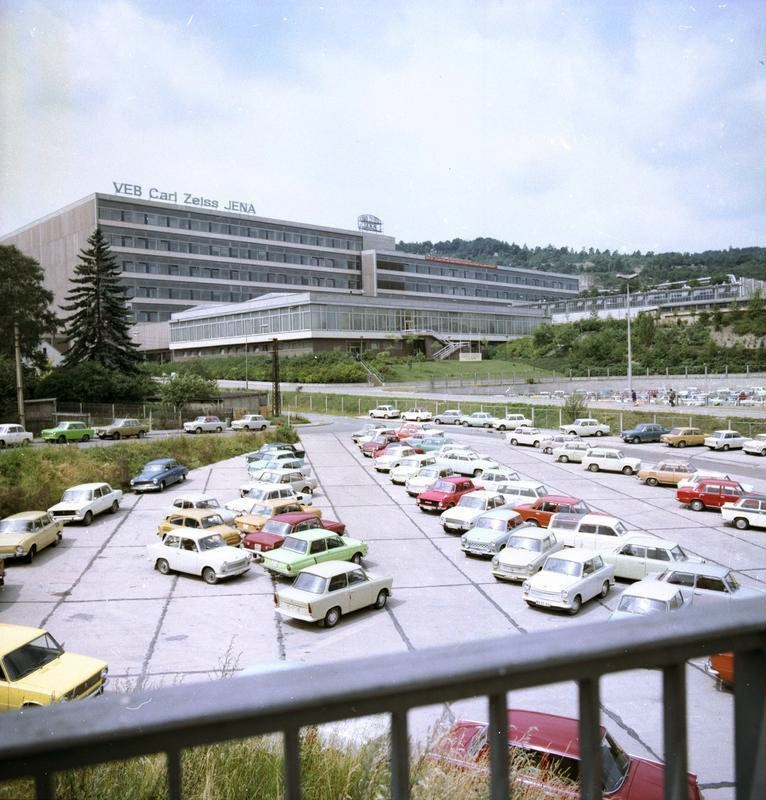
VEB Carl Zeiss Jena, вигляд будівлі, 1978

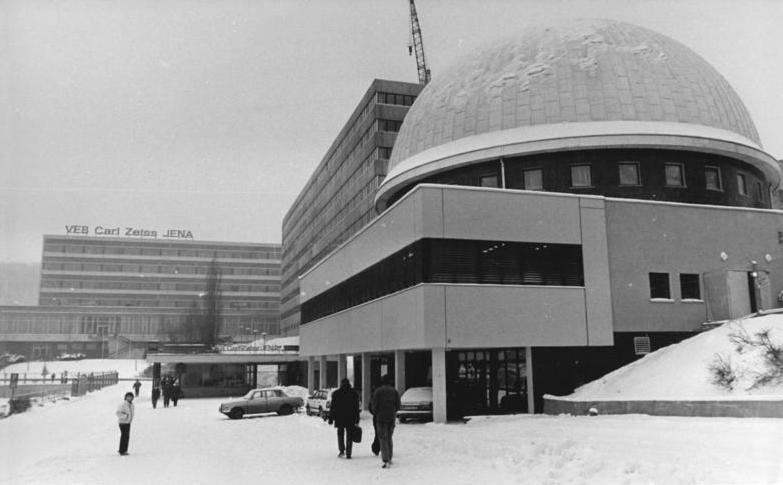
Будівля 6/70 та купол для астрономічного юстування Південного заводу VEB Carl Zeiss Jena, 1987

Після виведення американських військ з Тюрингії контроль над підприємством перейшов до Червоної армії, яка розпочала демонтаж обладнання, стягуючи таким чином репарації з переможеної Німеччини. У 1946–1947 роках завод майже повністю демонтували, а 1 липня 1948 року націоналізували. Єнське підприємство інтегрували до державної промисловості НДР, перетворивши його на VEB Carl Zeiss Jena (VEB, нім. Volkseigener Betrieb - "народне підприємство"). Воно виконувало й секретні замовлення для Міністерства державної безпеки, зокрема інфрачервоний світловий переговорний пристрій JO-4.03 — як цілком секретний проєкт під кодовою назвою «Palme». Дрезденський завод дочірньої компанії Zeiss Ikon також був націоналізований і спочатку отримав назву VEB Zeiss Ikon. У 1960 році його об'єднали з оптичним відділом VEB Feinmess Dresden, який випускав Bonotar, і він став виробничим підрозділом Carl Zeiss.
У 1965 році VEB Carl Zeiss Jena став головним підприємством однойменного комбінату, до якого поступово приєднувалися інші VEB оптико-механічної та електронної промисловості. У тому ж році до комбінату приєднали VEB Rathenower Optische Werke. Інші підприємства комбінату розташовувалися в Дрездені, Зулі, Гері, Зальфельді, Айсфельді та Фрайберзі. У 1985 році до складу комбінату увійшов VEB Pentacon Dresden, до якого вже було інтегровано значну частину саксонської оптико-механічної промисловості (зокрема, Zeiss Ikon, Meyer-Optik, Ihagee, Filmosto, Praktica). У 1980-х роках до комбінату Carl Zeiss Jena входили 25 підприємств, на яких працювало до 70 000 осіб.[джерело?]
Генеральні директори
- Гуго Шраде[de] (1945–1966)
- Ернст Галерах[de] (1966–1971)
- Гельмут Вундерліх[de] (1971–1975)
- Вольфганг Бірманн[de] (1975–1989)

Технологічні досягнення VEB Carl Zeiss Jena

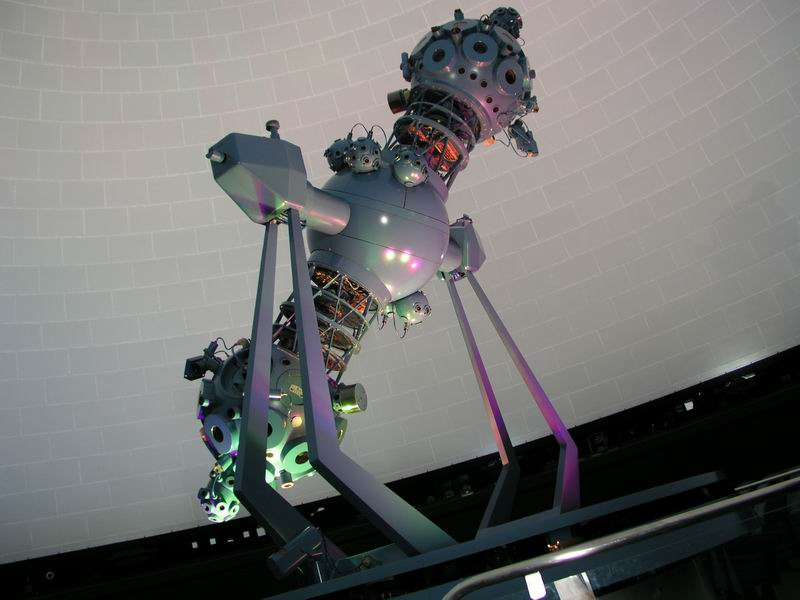
Проєктор для планетаріїв Carl Zeiss Jena

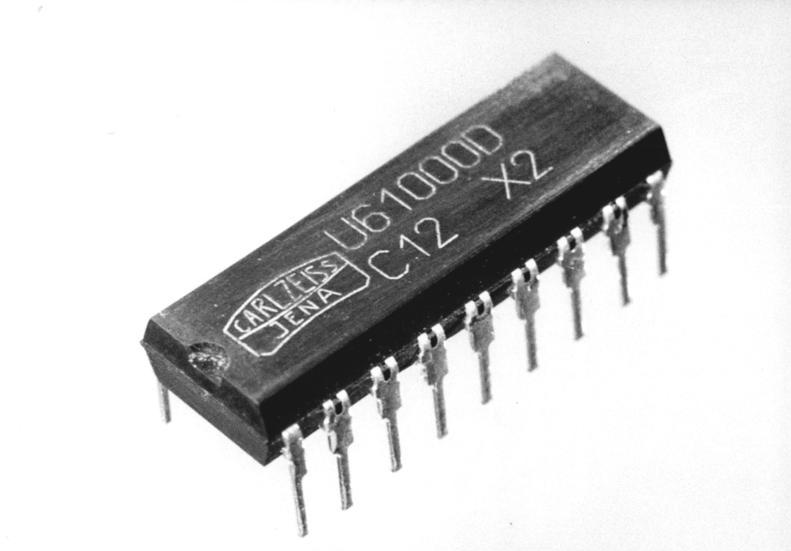
1-мегабітний чип U61000D

1955 року на підприємстві Carl Zeiss Jena завершили створення OPREMA — першого комп’ютера, збудованого в НДР, який використовували для внутрішньої оптичної обробки даних. 1961 року представили ще один комп’ютер — ZRA 1 (нім. Zeiss-Rechen-Automat 1, обчислювальний автомат Zeiss), виробництво якого тривало до 1964 року.
З 1960-х років проєктування всіх нових виробів VEB Carl Zeiss Jena здійснювало внутрішнє конструкторське бюро під керівництвом промислового дизайнера Герда Беніша.
Мікроскопи, теодоліти, планетарії, телескопи, кінетехніка та інші прилади демонстрували єдність у дизайні. У VEB Carl Zeiss Jena розробили й виготовили мультиспектральну камеру МКФ-6, призначену для дистанційного зондування Землі з космосу та літаків. Її вперше застосували у вересні 1976 року на борту космічного корабля Союз-22. Подальшу її модифікацію МКФ-M використовували, зокрема, на орбітальній станції «Мир».
Починаючи з 1970-х років, СРСР дедалі більше доручав підприємству розробку й виробництво військової техніки. Таким чином, комбінат отримав важливу роль у сфері оборонної промисловості. У цей час комбінат створив та виготовив численні зразки військової оптики, зокрема: універсальний вимірювальний прилад «UMGPi» для інженерних військ, стереоприлад нічного бачення «PM 1» для інженерних танків, головку самонаведення для ракети класу «повітря–повітря» К-13М, систему керування вогнем «Волна» для Т-55А та далекомір для Т-72. У 1976—1980 роках частка військових замовлень становила 5,5 %, а 1986 року — вже 21,8 %. До 1990 року планувалося довести її до 28 %.[джерело?]
Однак політика Горбачова щодо роззброєння призвела до того, що збудовані виробничі потужності більше не використовували для військових цілей. Водночас дедалі більшого значення набув інший великий проєкт НДР — забезпечення виробництва мікросхем. За 1-мегабітний чип U61000 комбінат VEB Carl Zeiss Jena отримав золоту медаль на Лейпцизькому весняному ярмарку 1989 року. Проте питання, чи була на той час відповідна технологія придатна до серійного виробництва, залишається дискусійним. Безперечним є те, що цей проєкт перевищував як фінансові можливості НДР, так і технологічний потенціал комбінату.
У Єні продовжували розробляти, виготовляти та експортувати проєктори для планетаріїв по всьому світу.

#### ФРН: Carl Zeiss в Оберкохені
Наприкінці Другої світової війни Тюрингію, а отже й Єну, спершу окупували американські війська. Перш ніж передати Тюрингію СРСР відповідно до угод, американці в червні 1945 року перевезли з Єни до Гайденгайма (земля Вюртемберг) провідних співробітників компанії Zeiss. У колоні американських військових машин перебувало 86 або 126 осіб — джерела подають різні цифри — разом із меблями, домашнім майном, конструкторською документацією, патентами та ліцензіями.
Після кількамісячних пошуків відповідне місце для нового підприємства знайшли в порожніх виробничих приміщеннях колишньої збройної компанії Fritz Leitz в Оберкохені. У лютому 1946 року американська військова адміністрація надала новоствореній компанії «Opton Optische Werke Oberkochen GmbH» дозвіл на експлуатацію майстерні з ремонту оптичних приладів. 1 серпня 1946 року близько двохсот колишніх працівників Zeiss із Єни розпочали роботу. У 1947 році компанія отримала нову назву — «Zeiss-Opton Optische Werke Oberkochen GmbH». Після перенесення юридичної адреси фонду до Гайденгайма товариство з обмеженою відповідальністю увійшло до складу новоствореної фірми Carl Zeiss Oberkochen.
Технологічні досягнення Carl Zeiss West (1946–1989)
У 1949 році були розроблені нові лінзи для окулярів, які враховували фізіологічні особливості людського зору. У 1950 році було представлено повністю нову серію мікроскопів «Standard», яка стала найуспішнішою і найпродаванішою мікроскопною лінійкою у світі. У 1956 році було представлено електронний мікроскоп EM9 — перший у світі електромагнітний просвічуючий електронний мікроскоп з автоматичним контролем експозиції. У 1957 році був представлений світловий коагулятор ксенонового типу за методикою Меєра-Швіккерата — перший у світі хірургічний оптичний прилад, який став попередником офтальмологічних лазерів. У 1969 році фотографії з першої висадки на Місяць були зроблені за допомогою об’єктивів Zeiss. У 1982 році Zeiss представила першу оптику для довжини робочої хвилі 365 нанометрів (I-Line). Об’єктив S-Planar 10/0,32 став першим кроком до нанометрового масштабу (структурний розмір — 800 нм) і основою для подальших розробок у сфері напівпровідникових технологій. У 1984 році було представлено багатоканальний спектрометр, який поєднав низку передових технологій і був відзначений серед 100 найвизначніших технічних досягнень 1984 року американською нагородою IR-100, а невдовзі й премією за інновації 1985 року від німецької промисловості. У 1986 році Zeiss представила нове покоління високомодульних мікроскопів з інфінітною оптикою (ICS), яке отримало назву «пірамідальне покоління».[джерело?]

### Після об'єднання Німеччини, від 1990 дотепер

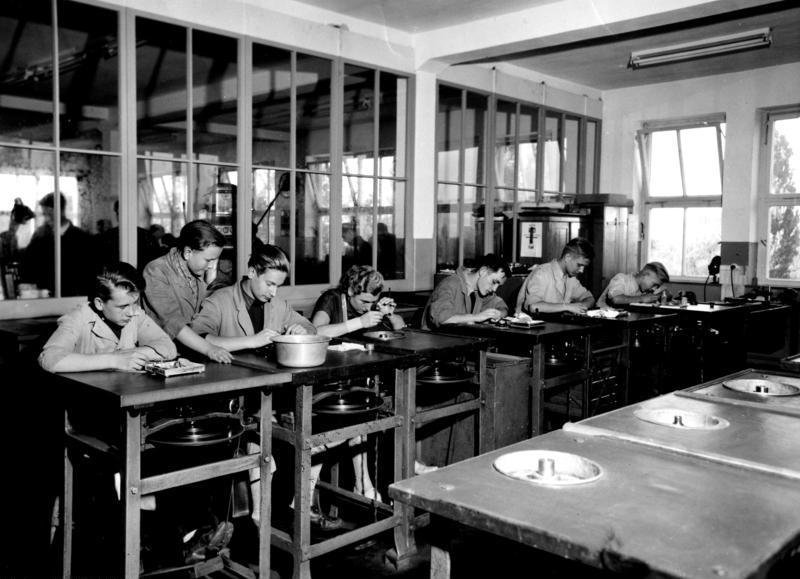
Завод Carl Zeiss в Геггінгені 1953 року

Після 1990 року VEB Carl Zeiss Jena перейшов під управління Тройгандштальту і в 1990—1991 роках був розділений на компанії Carl Zeiss Jena та Jenoptik, причому перша з них зберегла оптичну діяльність як основний напрям. Компанії Carl Zeiss Oberkochen та Jenoptik поділили між собою частки у власності Carl Zeiss Jena. У 1995 році частку Jenoptik викупила Carl Zeiss в Оберкохені. Через кризу всього концерну та наслідки об'єднання Німеччини у середині 1990-х років відбулося кілька хвиль скорочення персоналу.
Упродовж наступного десятиліття компанія зазнала реструктуризації. Основні напрямки діяльності були перетворені на самостійні дочірні підприємства з повною відповідальністю за розробку, виробництво та збут продукції. Для потреб виробництва напівпровідникової техніки в Оберкохені збудували новий завод. За винятком кризового 2008/2009 фінансового року, роки після початку нового тисячоліття стали одними з найуспішніших в історії компанії. Так, концерн зумів істотно збільшити свій дохід — з 6,297 млрд євро у фінансовому році 2019/2020 до 10,1 млрд євро у фінансовому році 2022/2023. Значну частку в цьому зростанні відіграв підрозділ Carl Zeiss SMT.
Станом на 2024 рік у Єні розширювали виробничий майданчик за рахунок будівництва нового кампусу на колишній території компанії Schott поблизу західного вокзалу, а також планувалося створення виробничого комплексу в районі Ісерштедт.

## Дочірні компанії

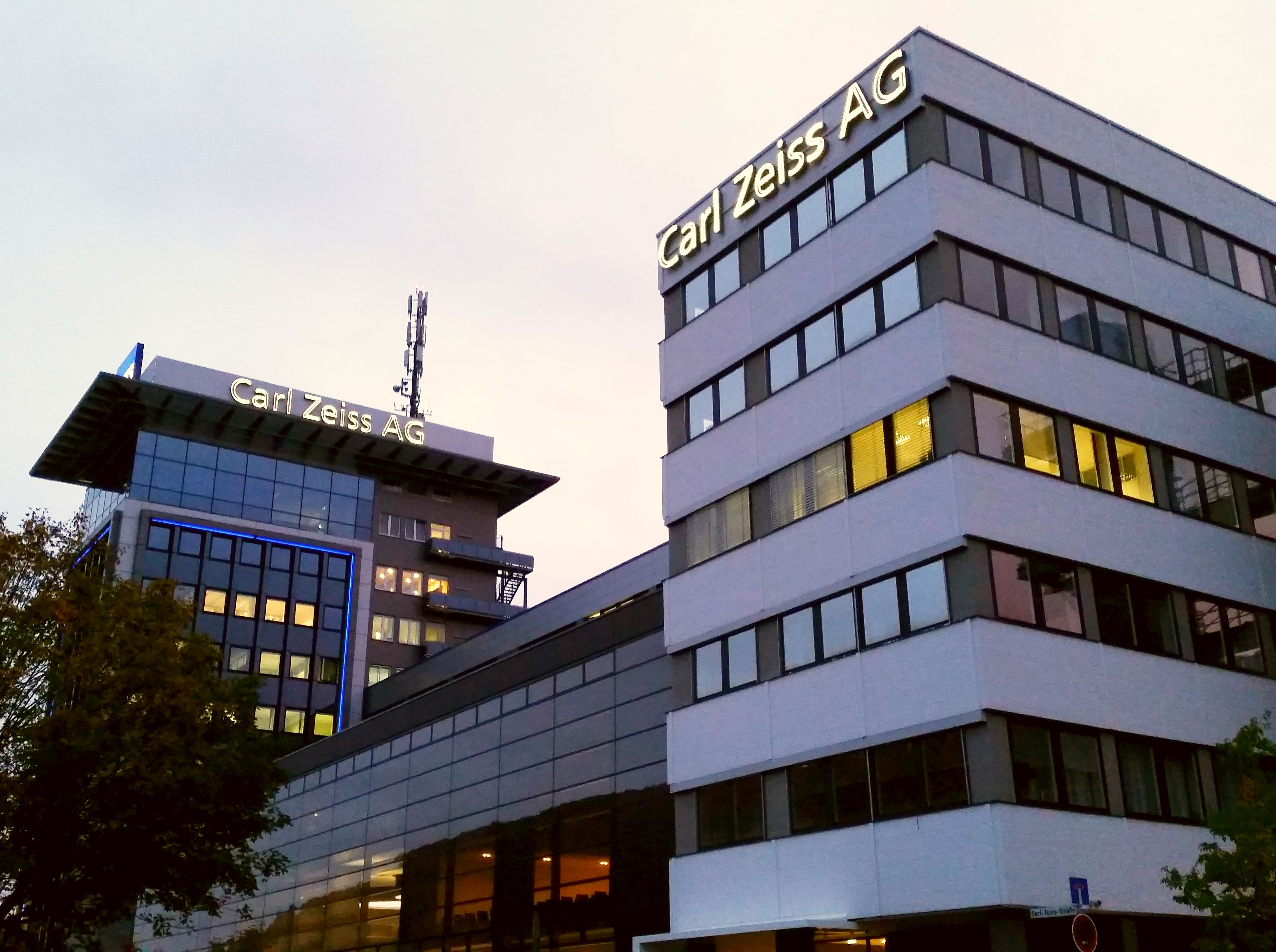
Головна будівля Carl Zeiss AG в Оберкохені з новозбудованим Zeiss Forum (2014)

- Carl Zeiss Industrielle Messtechnik GmbH — дочірнє підприємство Carl Zeiss AG, що на 100 % належить материнській компанії, є одним із провідних світових виробників координатно-вимірювальних приладів різних типів та різної точності[51].
- Carl Zeiss Jena GmbH розробляє й виготовляє індивідуальні оптичні та механічні компоненти й системи для замовників як усередині, так і за межами групи Carl Zeiss.
- Carl Zeiss Microscopy GmbH пропонує мікроскопи для досліджень у галузі біології та медицини, а також для аналізу матеріалів. Асортимент охоплює як світлові та лазерно-сканувальні мікроскопи, так і мікроскопи з зарядженими частинками.
- Публічна компанія Carl Zeiss Meditec AG, мажоритарним акціонером якої є Carl Zeiss, входить до числа провідних світових постачальників приладів для офтальмології.
- Carl Zeiss SMT GmbH разом із дочірніми підприємствами Carl Zeiss SMS GmbH та Carl Zeiss Laser Optics GmbH виробляє продукцію для напівпровідникової промисловості.
- Carl Zeiss SMS GmbH, дочірнє підприємство Carl Zeiss SMT GmbH (Semiconductor Manufacturing Technology), спеціалізується на обладнанні для інспекції та ремонту фотолітографічних масок у напівпровідниковій промисловості.
- Carl Zeiss Vision International GmbH є одним із провідних світових виробників лінз для окулярів, оптичних приладів і вимірювальних послуг з оптики. У 2005 році після злиття підрозділу оптики Carl Zeiss AG із американським виробником лінз SOLA International Inc.[52] виникла Carl Zeiss Vision — друга за розміром компанія у світі в галузі виробництва окулярних лінз з головним офісом в Аалені.
- Carl Zeiss Sports Optics GmbH (раніше Hensoldt AG) у Вецларі виготовляє оптичні приціли, біноклі та підзорні труби.
- Carl Zeiss X-ray Technologies Srl. виникла наприкінці 2020 року на основі компанії Bosello High Technology, виробника обладнання для промислової комп’ютерної томографії, контрольний пакет акцій якої Zeiss придбав у 2018 році. Завершення інтеграції до групи Zeiss відбулося з моменту зміни назви. Штаб-квартира розташована в Кассано-Маньяго (Італія)[53].
- Колишня Carl Zeiss Optronics GmbH, яка займалася оптичними розробками для оборонної техніки, спостереження й безпеки, наприкінці фінансового року 2011/12 була переважно придбана Cassidian, підрозділом EADS, і нині входить до складу Hensoldt.
- GOM GmbH була придбана в середині 2019 року. Ця компанія, заснована 1990 року в Брауншвейгу як Gesellschaft für optische Messtechnik mbH, спеціалізується на оптичних 3D-вимірюваннях. На момент придбання в ній працювало близько 600 осіб[54].

## Продукція для фотографії
До 1945 року Carl Zeiss поставляв об'єктиви для дочірньої компанії Zeiss Ikon. Zeiss Ikon продавала фотоапарати, в основному, під торговою маркою Contax.
VEB Carl Zeiss Jena
VEB Carl Zeiss Jena з 1948 р. по 1953 р. постачав об'єктиви для Zeiss Ikon AG в Штутгарті. VEB Carl Zeiss Jena поставляла лінзи і об'єктиви для VEB Pentacon у Дрездені. Pentacon припинив провадження фотоапаратів на початку 1990-х років.
Carl Zeiss (Оберкохен)
Carl Zeiss поставляв об'єктиви для фотоапаратів Contax, а також середньоформатних фотоапаратів Hasselblad і Rollei. В 2005 р. розпочалася співпраця з японською компанією Cosina. Виробляються фотоапарати під брендом Zeiss Ikon. Частина лінз поставляє Carl Zeiss, частина проводить Cosina.
Торгова марка Carl Zeiss, Zeiss також використовується в об'єктивах для фотоапаратів фірм Sony, Fujifilm.
Carl Zeiss і Nokia
У камери телефонів і смартфонів фірми Nokia встановлюється оптика Carl Zeiss за технологією Tessar «Орлине око».
Наприклад: Nokia N90, Nokia N93, Nokia N95, Nokia N82 і інші.

## Пам'ять
- На честь компанії Carl Zeiss, яка випускала оптичне обладнання для астрономічних спостережень названо астероїд 851 Цайссія, відкритий у 1916 році російським астрономом Сергієм Бєлявским.